# Carolus Mulerius
Zoon van Nicolaas de Muliers, latinizado como Carolus Mulerius (Harlingen, 21 de febrero de 1601 - Groningen, 13 de agosto de 1638) fue un hispanista y gramático holandés del siglo XVII.

## Biografía
De ascendencia francesa, era hijo de Christina Maria Six (1566-1645) y Nicolaus Mulerius (1564-1630), famoso como astrónomo pero en ese momento médico de la ciudad de Harlingen. Su familia se trasladó a Groningen en 1603, a Leeuwarden en 1608 y de nuevo a Groningen en 1614, donde su padre se convirtió en profesor de Medicina y griego en la universidad. Su hermano mayor Petrus Mulerius (1599-1647) se convirtió también en profesor de Física y Botánica en la misma universidad.
Carolus estudió en la Universidad de Groningen y en la de Franeker (1618) y siguió clases en varias universidades más en los Países Bajos y el extranjero, escribiendo tres gramáticas en latín de las lenguas vulgares española, italiana y francesa: Linguae Hispanicae Compendiosa Institutio (1630), Linguae italicae Compendiosa Institutio (1631) y Linguae Gallicae Compendiosa Institutio (1634). Otra obra posterior, Een korte ende seer dienstighe onderwijsinge Vande Spaensche Tale, publicada póstuma en 1648, se considera la primera gramática del español escrita en holandés. Murió de edema o hidropesía a la edad de 37 años. La lápida de su tumba, originariamente situada en Groningen, fue llevada a la iglesia de su Universidad y posteriormente a los sótanos del edificio de su Academia.